# Aplidium imbutum
Aplidium imbutum är en sjöpungsart som beskrevs av Monniot 1983. Aplidium imbutum ingår i släktet Aplidium och familjen klumpsjöpungar. Inga underarter finns listade i Catalogue of Life.